# Restrepia pelyx
Restrepia pelyx är en orkidéart som beskrevs av Carlyle August Luer och Rodrigo Escobar. Restrepia pelyx ingår i släktet Restrepia och familjen orkidéer. Inga underarter finns listade i Catalogue of Life.